# Famille de Kerguiziau de Kervasdoué
La famille de Kerguiziau est une famille subsistante de la noblesse française, originaire de Bretagne. Elle est dite de noblesse d'ancienne extraction (preuves de 1427).
Cette famille fut maintenue noble en 1669, lors de la grande enquête sur la noblesse, et a adhéré à l'ANF en 1958.

## Origine
Le berceau de cette famille est le manoir de Kerguiziau en Bohars (Finistère), le plus ancien membre connu étant Henri de Kerguiziau, écuyer, cité dans une montre en 1373 et qui participa cette année-là au siège de Brest.

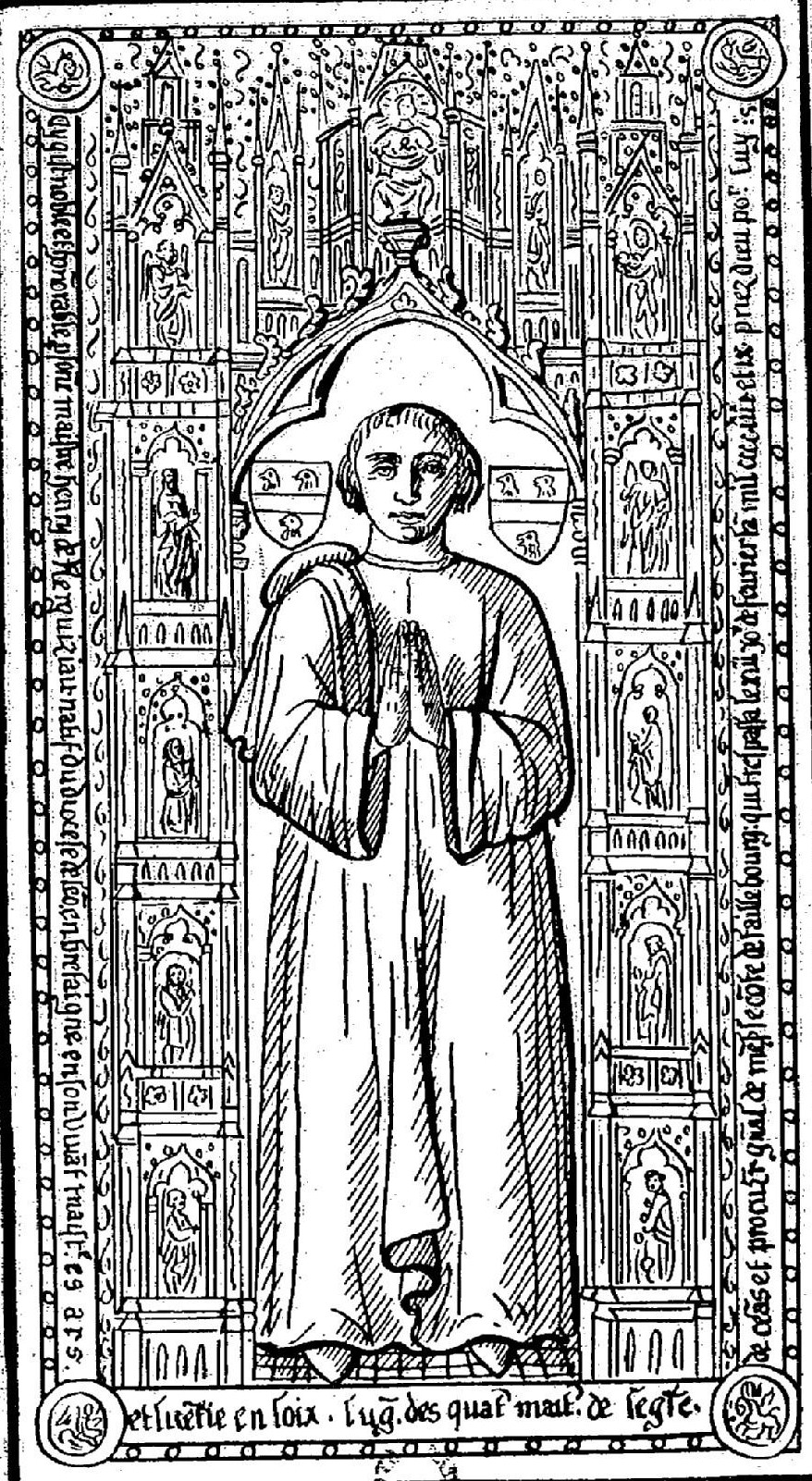
Dessin de la tombe d'Henri de Kerguiziau mort en 1489 dans l'ancienne chapelle Saint-Yves (Paris)

Un autre Henri de Kerguiziau est mort en 1489 à Paris et son tombeau se trouvait dans la chapelle de la confrérie Saint-Yves à Paris, démolie en 1797, dont un dessin subsiste encore.
Cette famille est présente aux montres de 1427 à 1534, paroisses de Bohars, Lambézellec, Guilers, Plouarzel, et Plouzané.

## Filiation simplifiée
- Jacques de Kerguiziau, écuyer, seigneur de Kervazdoué et de Brendegué en Plouzané, Kerdizirien en Plourin et Kerlanou, né le 31 janvier 1623, maintenu noble en Bretagne le 18 septembre 1669, épouse le 11 février 1648, Marie Euzenou, dame du Cosquer en Combrit, fille d'Alain Euzenou, chevalier, seigneur de Kersalaün en Leuhan, Le Cosquer, Hilbertz et Cruguel et de Julienne de Kerlazret du Cosquer.
- Charles Marie de Kerguiziau, comte de Kervasdoué, né à Lesneven le 30 décembre 1749, fils de François-Gilles de Kerguiziau, chevalier de Kervasdoué, lieutenant des vaisseaux du roi, chevalier de l'Ordre de Saint-Louis et de Claude-Perinne du Poulpry.

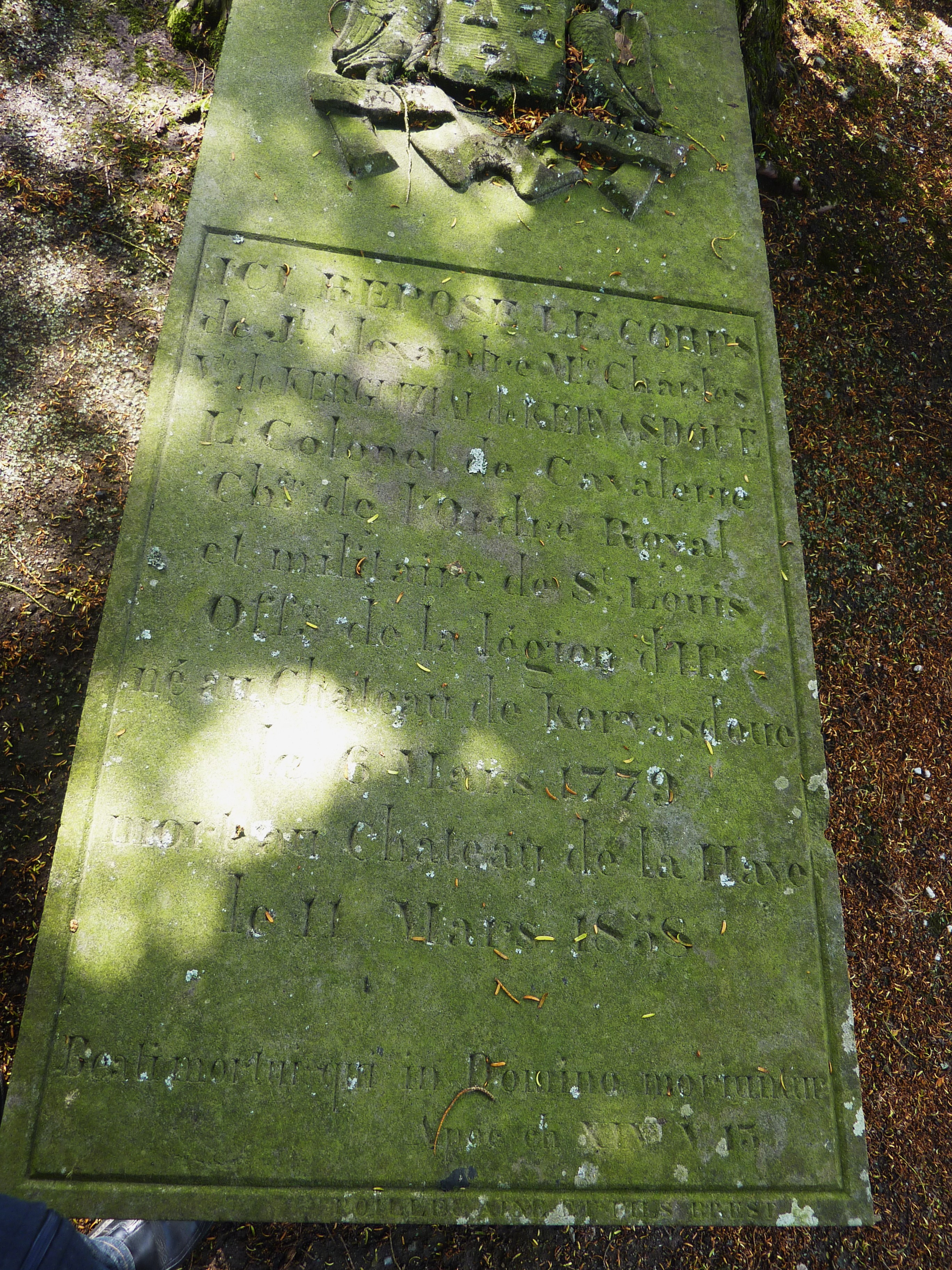
Tombe de Joseph Alexandre Marie Charles de Kerguiziau de Kervasdoué en Saint-Divy.

Charles-Marie épouse Louise-Claude Le Barbier de Lescoët, née en 1747, fille de François-Claude Le Barbier de Lescoët et de Marie-Anne-Jeanne de Penancoët de Quillimadec, dont il a deux fils, Honoré-Claude-Charles, né le 17 mars 1777, et Joseph-Alexandre-Marie-Charles, né le 6 mars 1779.
- Joseph-Alexandre-Marie-Charles de Kerguiziau, vicomte de Kervasdoué, né le 6 mars 1779, lieutenant-colonel de cavalerie, chevalier de Saint-Louis, chevalier de la Légion d'Honneur, mort le 11 mars 1858 au château de La Haye en Saint-Divy.
- Marcel Marie Edmé Maurice de Kerguiziau de Kervasdoué, né le 17 novembre 1892, chevalier puis officier de la Légion d'honneur, lieutenant-colonel, mort le 4 juin 1972[1].

## Personnalités
- Alain Kerguiziau (+1481), chanoine de la collégiale de Guérande (1475-1481), membre de l'administration ducale.
- Jean Kerguiziau (+1504), chanoine de la cathédrale de Vannes (1481-1504).
- Jean de Kerguiziau (+1581), abbé de Daoulas (1573-1581), inhumé dans la chapelle du Faou, attenante à l'église abbatiale de Daoulas.
- Charles-Marie de Kerguiziau, comte de Kervasdoué (1749-1795), chevalier de Saint-Louis (1794). Capitaine au 4e régiment de Chasseurs à cheval de Brest, il prend part à l'élection des députés aux États généraux de 1789 et signe la protestation de l'ordre de la noblesse de Bretagne[4]. Puis, après avoir émigré, il rentre en France et participe au siège de Lyon où il est blessé. Il rejoint l'armée de Charette pendant l'insurrection vendéenne, comme colonel de la cavalerie. Enfin, devenu chef de chouans dans la division de Lantivy, il participe à la bataille de Quiberon où il est fait prisonnier. Il est fusillé le 16 thermidor an III (5 août 1795) par les troupes républicaines, en dépit des promesses de vie sauve du général Hoche. Son corps repose au champ des martyrs, dans le mausolée d'Auray, parmi ceux des 750 royalistes faits prisonniers à Quiberon le 23 juillet 1795 et condamnés à mort par les tribunaux révolutionnaires[5].
- Jean de Kervasdoué, professeur d'économie de la santé au CNAM et essayiste.
- Cécile de Kervasdoué, journaliste et chanteuse d'opéra.

## Seigneuries
La famille de Kerguiziau a possédé les seigneuries de Kerguilio, de Tronjoly et de Quizac (Brest); de Tréléon (Milizac), de Kerbiriou (Crozon).
Elle possède depuis la fin du XVe siècle la terre de Kervasdoué (Locmaria-Plouzané), dont le nom s'est ajouté, pour une branche cadette devenue aînée, au patronyme originel des Kerguiziau. Aux XIXe et XXe siècles, un rameau a été propriétaire du château de la Haye en Saint-Divy (Finistère).

## Armes
- Blasonnement: D'azur à trois têtes d'aigles, arrachées d'or.
- Devise : Spes in dio[6].

## Principales alliances
La famille de Kerguiziau s'est alliée aux familles : 
Le Normand (XVe siècle), Foucault (XVe siècle), du Mesgouez (v.1485), Rannou (v.1490), de Quilibignon (v.1500)  de Poulpiquet (v.1550), Brendegué (v.1575), de Kerliviry (1576), Gouzillon (1597), du Louet (v.1600), de Lescoët (1619), de Kergroadès (1627), Euzenou (1648), de Kersaint Gilly (1651), de Kerven (1660), Mol (1666), Buzic (1671), Touronce (1671), de Penmarc'h (1673), Le Rouge de Traoulen (1674), de Kerouartz (1703), de Goüyon (1709), d'Aymé (1719), de Poulpry (1743), Barbier de Lescoët (1773, 1775), de La Jaille (1773, 1825), de Rodellec du Porzic (1776), de Launay de Pontgirault (1781, 1804), Le Gac de Lansalut (1799), de L'Estang du Rusquec (1809), de Leseleuc de Kerouara (1843), Lozac’h (1852), Villedieu de Torcy (1854), de Guilhermy (1855), de Parcevaux (1856), de Riverieulx (1857), de La Boessière de Lennuic (1861), Souffès Després (1870), de Rulhière (1888), Courot (1889), Wenger (1897), Grivart de Kerstrat (1900), Bartet (1923), Sébert (1923), de Vasselot de Régné (1930), de Montfort (1934), Loyer (1940), Herbert de La Portbarré (1941), de Wavrechin (1954), Taveau (1969), Guignot (1969), Jouan de Kervenoaël (1977), Ducoux (1980), de Lorgeril (1982), Mercier des Rochettes (1987), Le Levier (1991), Chauvac (1996), Cassan (2000), Gaven (2008), Thepot...

## Titres
La famille de Kerguiziau de Kervasdoué porte, depuis le XVIIIe siècle, par courtoisie, les titres de comte et de vicomte de Kervasdoué.